# Montoldre
Montoldre é uma comuna francesa na região administrativa de Auvérnia-Ródano-Alpes, no departamento Allier. Estende-se por uma área de 18,97 km². Em 2010 a comuna tinha 640 habitantes (densidade: 33,7 hab./km²).